# Promptuarium Iconum Insigniorum

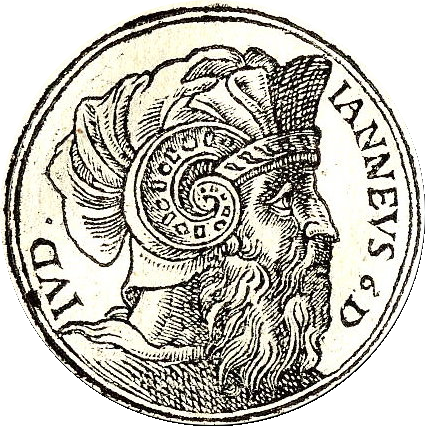
Porträt Hasmonäerkönig Alexander Jannäus von Juda (126–76 v. Chr.)

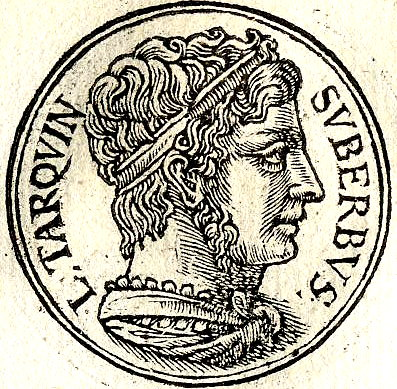
Porträt Lucius Tarquinius Superbus, letzter König von Rom (535–508 v. Chr.)

Das Promptuarium Iconum Insigniorum (deutsch: „Handbuch der Bilder von Ausgezeichneten“; vollständiger Titel: Promptuarium iconum insigniorum à seculo hominum, subiectis eorum vitis, per compendium ex probatissimis autoribus desumptis) ist ein ikonographisches Buch des französischen Buchdruckers und Humanisten Guillaume Rouillé aus dem Jahr 1553.
Das zweiteilige Werk erschien in Lyon und umfasst 950 runde Holzschnittporträts historischer Persönlichkeiten; etwa von biblischen Figuren, griechischen Philosophen, römischen Kaisern oder mittelalterlichen Königen und Päpsten. Jedem Porträt ist dabei ein kurzer biographischer Text in lateinischer Sprache angehängt, der Leben, Umfeld und Taten der jeweiligen Person beschreibt. Beide Teile des Werkes sind chronologisch geordnet. Es beginnt mit Adam und Eva und endet mit Heinrich II. von Frankreich. Am Ende des ersten und des zweiten Teiles befindet sich außerdem ein alphabetisch geordneter Index aller porträtierten Personen.
Viele der Porträts dürften aufgrund mangelnden Referenzmaterials nahezu vollständig der Fantasie des Künstlers entsprungen sein, andere basieren wiederum auf zeitgenössischen Münzen und sind daher an die realen Erscheinungsbilder der Porträtierten angelehnt. Das trifft insbesondere auf einige der aufgelisteten Personen aus der griechisch-römischen Antike zu, wenngleich Rouillé bei der Interpretation mancher Münzbilder Fehler unterlaufen sein dürften: für sein Porträt Alexanders des Großen benutzte er wahrscheinlich eine antike Drachme als Vorlage, deren Vorderseite das Bildnis der griechischen Göttin Athene zeigt, welches er fälschlicherweise für das von Alexander gehalten haben dürfte.